# 1962 Copenhagen
1962 Copenhagen ist ein Jazzalbum von Bud Powell. Die im März und August 1962 an verschiedenen Veranstaltungsorten in Kopenhagen entstandenen Aufnahmen erschienen 2021 auf SteepleChase Records.

## Hintergrund
Das Album 1962 Copenhagen enthält bisher in dieser Form unveröffentlichte Aufnahmen von Bud Powell, die bei verschiedenen Auftritten in Kopenhagen entstanden. Die Tracks 1 bis 5 wurden am 25. März 1962 im Konzertsaal von Denmark Radio aufgenommen. Die Tracks 6 bis 8 („Blues in the Closet“, „Anthropology“ und „’Round About Midnight“) wurden im März 1962 im Jazzhus Montmartre mitgeschnitten; die Tracks 9 bis 11 entstanden im August 1962 im Denmark Radio TV Studio mit dem Tenorsaxophonisten Brew Moore auf #9 („Hackensack“), dem Tenorsaxophonisten Don Byas auf #10 („I Remember Clifford“) und beiden Musikern auf #11 („Anthropology“). Bei allen Tracks wurde Powell von Niels-Henning Ørsted Pedersen am Bass und Jørn Elniff am Schlagzeug begleitet.
Bud Powell spielte das Repertoire des Albums auch im September und Oktober 1962 in Kopenhagen und Oslo; 2013 wurden diese Mitschnitte mit den drei Stücken mit Brew Moore und Don Byas auf dem Album Bud Powell in Scandinavia auf dem japanischen Label Marshmallow Export veröffentlicht, gekoppelt mit Trioaufnahmen Bud Powells mit Erik Amundsen und Ole Jacob Hansen.
Das Album ist nicht zu verwechseln mit In Copenhagen (Storyville Records, ed. 2007), das Aufnahmen Bud Powells mit Niels-Henning Ørsted Pedersen (Bass) und William Schiøpffe (Drums) aus demselben Jahr enthält.

## Titelliste
- Bud Powell: 1962 Copenhagen (SteepleChase SCCD36040)

1. Anthropology (Charlie Parker, Dizzy Gillespie) 5:23
2. Like Someone in Love (Jimmy Van Heusen, Johnny Burke) 8:4
3. Straight No Chaser (Monk) 6:43
4. 'Round About Midnight (Monk) 9:15
5. 52nd Street Theme (Monk) 4:01
6. Blues in the Closet (Oscar Pettiford)  3:31
7. Anthropology (Parker) 5:26
8. ’Round About Midnight (Monk)  9:23
9. Hackensack (Monk) 5:42
10. I Remember Clifford (Benny Golson) 6:52
11. Anthropology (Parker, Gillespie) 6:17

Die Aufnahmen entstanden in der Denmark Radio Concert Hall, Kopenhagen: 25. März 1962 (1-5), im Jazzhus Montmartre, Kopenhagen März 1962 (6-8), Denmark Radio TV Studio August 1962 (9-11).

## Rezeption
Obwohl es mehrere Versionen von „Anthropology“ und „’Round About Midnight“ gebe, sei jede davon ein ganz eigener Fingerabdruck, schrieb Marc Myers in seiner Besprechung von 1962 Copenhagen. Der Klang des Albums sei gut und gebe dem Hörer genügend Raum, um Powell klar zu hören. Und wenn hier eine unsichtbare Präsenz entstehe, sei dies jene von Thelonious Monk. Powell traf Monk zum ersten Mal um 1942 und Monk wurde bald Powells Mentor. Monks Komposition „In Walked Bud“ wurde als Hommage an Bud Powell geschrieben. Während des gesamten Powell-Albums könne man hören, wie er Monk Tribut zolle und jedem Stück genau das richtige Maß an Schärfe und Sprungkraft verleihe, die Monks Markenzeichen waren. Trotz seiner psychischen Erkrankung und der Selbstmedikation mit Alkohol sei Powell bis zu seinem Tod 1966 ein besonderes Talent geblieben.